# Bastelicaccia
Bastelicaccia är en kommun i departementet Corse-du-Sud på ön Korsika i Frankrike. Kommunen ligger  i kantonen Ajaccio 7e Canton som tillhör arrondissementet Ajaccio. År 2022 hade Bastelicaccia 4 258 invånare.

## Befolkningsutveckling
Antalet invånare i kommunen Bastelicaccia
Referens:INSEE